# Märkisch Linden
Märkisch Linden è un comune di 1 255 abitanti del Brandeburgo, in Germania.

Appartiene al circondario (Landkreis) dell'Ostprignitz-Ruppin (targa OPR) ed è parte della comunità amministrativa (Amt) della Temnitz.

## Storia
Il comune venne formato il 30 dicembre 1997 dalla fusione dei comuni di Darritz-Wahlendorf, Gottberg, Kränzlin e Werder. Il nome del nuovo comune significa "Tigli della Marca", con riferimento al paesaggio della zona.

## Geografia antropica

### Suddivisioni amministrative
Il territorio comunale comprende 4 centri abitati (Ortsteil):
- Darritz-Wahlendorf
- Gottberg
- Kränzlin
- Werder